# آیریش مک‌کالا
 نلی الیزابت "آیریش" مک‌کالا (انگلیسی: Nellie Elizabeth "Irish" McCalla؛ ۲۵ دسامبر ۱۹۲۸ – ۱ فوریهٔ ۲۰۰۲) یک هنرپیشه اهل ایالات متحده آمریکا بود.